# Legis actio per manus iniectionem
Legis actio per manus iniectionem (с лат. — «процесс наложением руки») — один из пяти видов легисакционного процесса в римском праве. Представлял собой обращение взыскания на личность должника, не исполнившего обязательства перед кредитором; способ самозащиты кредитора. Осуществлялся путём «наложения руки» (лат. manus iniectio) на должника. Регламентировался Законами XII Таблиц.
Вместе с легисакционным иском посредством захвата залога — legis actio per pignoris capionem относился к древнейшим формам исполнительного производства. Применялся по отдельным искам из обязательств, предусмотренных законами: стороны при совершении сделки оговаривали возможность наступления личной ответственности с применением manus iniectio, иначе говоря — по сделкам самозаклада.
После признания долга либо издания судебного решения должнику в течение 30 дней предоставлялась отсрочка исполнения обязательства. После чего истец-кредитор должен был лично задержать должника-ответчика с произнесением формулы «Чтобы ты уплатил мне долг… или я накладываю руку», и уводил должника в домашнюю темницу на 60 дней. Для того, чтобы оспорить претензии кредитора, за ответчика должен был выступать его поручитель — vindex, которым часто выступал родственник или патрон ответчика. Под конец срока должника выводили на рынок, и если его никто не выкупал, истец имел право продать должника в рабство либо убить.
Закон Петелия (Lex Poetelia), утверждённый в 326 году до н. э., запретил кредитору убивать должника. А закон Валлия (Lex Vallia), изданный около 160 года до н. э., предоставил должнику право на самозащиту, однако если он проигрывал дело, то обязывался уплатить двойную сумму.